# Mara Takla Haymanot
Mara Takla Haymanot Gebre-kristos (amharisch ማራ ታክላ ሃይማኖት ገብረ ክሪስቶስ) war Negus Negest (Kaiser) von Äthiopien sowie der Begründer der Zagwe-Dynastie. In einigen Königslisten erscheint sein Name als „Mararah“, in anderen als „Takla Haymanot“ bzw. Tekle Haymanot.
Mara wurde in der Provinz Hamasien Mesfinto geboren, welche sein Machtzentrum bildete. Er war ursprünglich ein General unter Dil Na'od, dessen Tochter, Masoba Warq, seine Frau wurde. Mara stürzte seinen Schwiegervater vom Thron und gründete die neue Dynastie.
Der Zeitpunkt seiner Thronbesteigung ist umstritten, da es zwei unterschiedliche Überlieferungen hinsichtlich des Zeitraums der Herrschaft der Zagwe-Dynastie gibt. Die üblichere geht von 333 Jahren aus, während die andere eine Zeitspanne von 133 Jahren benennt. Der italienische Gelehrte Carlo Conti Rossini akzeptierte das kürzere Intervall und landet somit, vom anerkannten Ende der Zagwe-Dynastie 1270 zurückrechnend, im Jahr 1137 für den Beginn der Dynastie. Er stützt diese Theorie mit dem belegten Briefwechsel zwischen dem Papst Yoannis V. von Alexandria und einem unbekannten äthiopischen König, der um einen neuen Abuna bat, da der gegenwärtige zu alt sei. Conti Rossini argumentiert, dass der wahre Grund darin zu suchen sei, dass der Abuna den Staatsstreich durch welchen Mara Takla Haymanot auf den Thron gelangt war, nicht duldete.
Sein Königreich erstreckte sich über Teile von Lasta, Wag, Tigray sowie möglicherweise den nördlichen Teil von Begemder. Es war damit erheblich kleiner als das der späteren solomonischen Herrscher.